# Kottos
Kotos (latinsky Cottus) je v řecké mytologii jeden z hrozných padesátihlavých, storukých obrů, jejichž matkou byla bohyně země Gaia a otcem bůh nebe Úranos.
Jsou to tři bratři Hekatoncheirové (doslova Storucí) jménem Kottos, Briareós a Gyés a jsou přímými sourozenci Titánů a předky Kyklopů. Byli prý zpupní a tak šerední, že se jejich otec na ně nemohl ani podívat. Proto je hned po narození svrhl do hlubin země s přísným zákazem vycházet ven.
To jejich matku velmi nazlobilo, takže přemluvila nejmladšího z Titánů Krona, aby otce za to potrestal a zbavil vlády. Kronos to udělal a prohlásil se vládcem, ovšem Hekatoncheiry nepropustil, protože se bál jejich síly.
Udělal to až Zeus, který později povstal proti vlastnímu otci Kronovi. Hekatoncheirové mu za to pomohli v boji proti Titánům a po jejich porážce a svržení do hlubin Tartaru se stali strážci jejich vězení.
O přesné podobě Hekatoncheirů nejsou představy, ani v antice ani v moderní době nebyli nikde zobrazeni.